# Ontholestes tessellatus
Ontholestes tessellatus is een kever in de familie Staphylinoidea.

## Kenmerken
Volwassen exemplaren bereiken een lichaamslengte van 14 tot 19 millimeter. Hun hoofd, halsschild en vleugeldeksels zijn donker en gemarmerd in grijstinten en soms bruin en hebben geelgrijs haar. In tegenstelling tot de soortgelijke soort Ontholestes murinus wordt het pronotum smaller naar de basis toe en heeft het ook een licht hellende inkeping aan de zijkanten. De buik heeft voornamelijk zwart haar aan de achterkant. De poten zijn deels gelig van kleur, verder zwart. De antennes zijn geel tot bruinachtig aan de basis en worden donkerder naar de punt toe. Ze zijn wat sterker en langer dan de vergelijkbare soorten, waarvan de antennes ook bijna volledig geel van kleur zijn. De samengestelde ogen zijn groot en ongeveer even lang als de slapen bij mannen; bij vrouwen zijn de ogen iets langer.

## Habitat
Ze leven in bossen, weilanden en velden, maar ook in tuinen. Ze zijn van het voorjaar tot het najaar te vinden op planten- en dierenresten en karkassen, bij voorkeur op koeienmest en compost, maar ook op boomsap

## Verspreiding
De dieren komen voor in het noordelijke deel van het Palearctische gebied, inclusief de Britse eilanden, en zijn afwezig in het Middellandse Zeegebied.